# Île Ella
L'Île Ella est une île côtière du Groenland. L'armée canadienne basée à la station SIRIUS s'y entraine au secourisme durant deux mois en été.

## Géographie
Elle a une surface de 143 km2 pour une longueur de côte de 59,6 kilomètres.

## Histoire
Le 16 septembre 2023, l'île est touchée par un mégatsunami provenant du fjord Dickson à l'ouest, ; la station militaire SIRIUS — alors inoccupée car fermée pour l'hivernage — est détruite,.